# Lijst van nummer 1-hits in Spanje in 2010
Deze hits stonden in 2010 op nummer 1 in de Spaanse Single Top 50, de bekendste hitlijst in Spanje.
| Datum        | Artiest                                      | Titel                            |
| ------------ | -------------------------------------------- | -------------------------------- |
| 3 januari    | Manuel Carrasco & Malú                       | Que nadie                        |
| 10 januari   | Manuel Carrasco & Malú                       | Que nadie                        |
| 17 januari   | Lady Gaga                                    | Bad romance                      |
| 24 januari   | Lady Gaga                                    | Bad romance                      |
| 31 januari   | Lady Gaga                                    | Bad romance                      |
| 7 februari   | Lady Gaga                                    | Bad romance                      |
| 14 februari  | David Bisbal                                 | Mi princesa                      |
| 21 februari  | Estopa                                       | El run run                       |
| 28 februari  | David DeMaria, Pastora Soler & Vanesa Martín | Himno de Andalucia               |
| 7 maart      | Estopa                                       | El run run                       |
| 14 maart     | Estopa                                       | El run run                       |
| 21 maart     | Estopa                                       | El run run                       |
| 28 maart     | Estopa                                       | El run run                       |
| 4 april      | Estopa                                       | El run run                       |
| 11 april     | Estopa                                       | El run run                       |
| 18 april     | Estopa                                       | El run run                       |
| 25 april     | Varios                                       | Ay Haití                         |
| 2 mei        | Varios                                       | Ay Haití                         |
| 9 mei        | Edward Maya & Vika Jigulina                  | Stereo love                      |
| 16 mei       | Edward Maya & Vika Jigulina                  | Stereo love                      |
| 23 mei       | Edward Maya & Vika Jigulina                  | Stereo love                      |
| 30 mei       | Estopa                                       | El run run                       |
| 6 juni       | Shakira & Freshly Ground                     | Waka waka (This time for Africa) |
| 13 juni      | Shakira & Freshly Ground                     | Waka waka (This time for Africa) |
| 20 juni      | Shakira & Freshly Ground                     | Waka waka (This time for Africa) |
| 27 juni      | Shakira & Freshly Ground                     | Waka waka (This time for Africa) |
| 4 juli       | Shakira & Freshly Ground                     | Waka waka (This time for Africa) |
| 11 juli      | Shakira & Freshly Ground                     | Waka waka (This time for Africa) |
| 18 juli      | Shakira & Freshly Ground                     | Waka waka (This time for Africa) |
| 25 juli      | Shakira & Freshly Ground                     | Waka waka (This time for Africa) |
| 1 augustus   | Shakira & Freshly Ground                     | Waka waka (This time for Africa) |
| 8 augustus   | Shakira & Freshly Ground                     | Waka waka (This time for Africa) |
| 15 augustus  | Shakira & Freshly Ground                     | Waka waka (This time for Africa) |
| 22 augustus  | Shakira & Freshly Ground                     | Waka waka (This time for Africa) |
| 29 augustus  | Shakira & Freshly Ground                     | Waka Waka (This time for Africa) |
| 5 september  | Shakira & Freshly Ground                     | Waka Waka (This time for Africa) |
| 12 september | Shakira & Freshly Ground                     | Waka Waka (This time for Africa) |
| 19 september | Shakira & Freshly Ground                     | Waka Waka (This time for Africa) |
| 26 september | Shakira & Freshly Ground                     | Waka Waka (This time for Africa) |
| 3 oktober    | Eminem & Rihanna                             | Love the way you lie             |
| 10 oktober   | Eminem & Rihanna                             | Love the way you lie             |
| 17 oktober   | Eminem & Rihanna                             | Love the way you lie             |
| 24 oktober   | Shakira & El Cata                            | Loca                             |
| 31 oktober   | Shakira & El Cata                            | Loca                             |
| 7 november   | Shakira & El Cata                            | Loca                             |
| 14 november  | Shakira & El Cata                            | Loca                             |
| 21 november  | Shakira & El Cata                            | Loca                             |
| 28 november  | Shakira & El Cata                            | Loca                             |
| 5 december   | Shakira & El Cata                            | Loca                             |
| 12 december  | Shakira & El Cata                            | Loca                             |
| 19 december  | Shakira & El Cata                            | Loca                             |
| 26 december  | Amaia Montero                                | Chiquitita                       |